# British Journal of Sociology
The British Journal of Sociology (BJS; ISSN 0007-1315) ist eine von der London School of Economics and Political Science herausgegebene Zeitschrift für Soziologie. 
Sie erscheint seit 1950 im vierteljährlichen Turnus und deckt alle Bereiche der theoretischen und empirischen Soziologie ab. Im ersten Jahrgang publizierten unter anderem Raymond Aron, Norbert Elias und Theodor Geiger. Ihr aktuelles, drei Dutzend starkes International Advisory Panel versammelt die internationale Prominenz der Soziologie von Ulrich Beck bis Saskia Sassen.
Die Zeitschrift hatte 2012 einen Impact Factor von 1,684 und lag damit auf Rang 22 von 137 im Social Science Citation Index betrachteten Zeitschriften in der Kategorie Soziologie.